# Deng Enming
Dunn Ming (xinès simplificat: 邓恩铭, pinyin: Dèng Ēnnmíng; Libo, Guizhou, 5 de gener de 1901 - Jinan, 5 d'abril de 1931) fou un polític xinés d'ètnia shui, destacat per ser un dels dotze representants al Primer Congrés Nacional del Partit Comunista de la Xina i un dels fundadors del Partit.

## Biografia
Deng Enming va nàixer en una família de camperols pobres. Als 6 anys va anar a una escola privada i als 10 va ingressar a l'acadèmia Liquan per estudiar. Als 16 anys, va deixar Guizhou i va anar a Shandong. El 1918, amb l'ajuda de familiars de Shandong, Deng Enming va ser admès a l'escola mitjana número 1 de la provincia de Jinan.
Quan Deng Enming estava estudiant, va vore's influenciat per les idees de revolució democràtica i justícia social del seu mestre Gao Zizhong. Després de l'esclat del Moviment del 4 de Maig, Deng Enming va respondre activament al Moviment Patriòtic Estudiantil de Pequín, va ser elegit líder de l'Associació de Govern d'Estudiants i Ministre del Departament d'Edicions, va editar el diari de l'escola i va organitzar els estudiants per participar en la vaga. El novembre de 1920, ell i Wang Jinmei van organitzar la Societat Lixin per introduir la Revolució d'Octubre russa.
A la primavera de 1921, amb Wang Jinmei i altres, va iniciar l'establiment de la primera organització del Partit Comunista de Jinan. Al juliol, va assistir al Congrés Nacional del Partit Comunista de la Xina juntament amb Wang Jinmei. El gener de 1922 va anar a Moscou per assistir al Congrés de Partits Comunistes i Organitzacions Nacionals Revolucionàries a l'Extrem Orient. El febrer de 1925, va dirigir els treballadors del ferrocarril de Jiaoji a fer una vaga general. A l'agost, va exercir com a secretari del Comitè Executiu Local de Shandong del Partit Comunista de la Xina. L'abril de 1927, va anar a Wuhan per assistir al Cinqué Congrés del Partit Comunista de la Xina i va exercir com a secretari del Comitè Executiu Provincial de Shandong del Partit. A la primavera de 1928, va exercir de secretari del Comitè Municipal de Qingdao del PCX. Al desembre va ser detingut i empresonat per denuncia d'un infiltrat, organitzant dos fugides que van fracassar. El 5 d'abril de 1931, Deng Enming va morir al camp d'execució de Weiba Road, a Jinan.

## Legat
El 1987 es va construir el "Monument als màrtirs del 4 de maig" al parc de la joventut de la ciutat de Jinan, a la província de Shandong per commemorar 22 membres del PCX morts, incloent-hi Deng Enming.
El 14 de setembre de 2009, Deng Enming va ser guardonat com una de les 100 figures heroiques i exemplars que han fet contribucions destacades a la fundació de la República Popular de la Xina per una organització conjunta d'11 departaments.